# دوري أندورا الممتاز 2001–02
دوري أندورا الممتاز 2001–02 هو الموسم 7 من  دوري أندورا الممتاز. أقيم خلال الفترة 21 أكتوبر 2001 وحتى 28 أبريل 2002، والذي يشرف على تنظيمه اتحاد أندورا لكرة القدم، وكان عدد الأندية المشاركة فيه  8، وفاز فيه FC Encamp ‏.